# Valódi levéltetűfélék
A valódi levéltetűfélék (valódi levéltetvek, Aphididea) a rovarok (Insecta) osztályában és a félfedelesszárnyúak (Hemiptera) rendjébe sorolt levéltetvek (Aphidoidea) öregcsaládjának névadó családja.

## Származásuk, elterjedésük
Kozmopolita taxon; fajai megtalálhatók mindenütt, ahol edényes növények élnek. Magyarországon több mint hetven fajuk károsítja a lombos-, illetve tűleveleket.
A 2020-as évek elejéig több mint 4000 fajukat írták le; közülük mintegy 1350-et Észak-Amerikából (Greelace).

### Magyarországon honos fajaik
Magyarországon több száz fajukat ismerjük: pusztán a különböző juhar fajokon (Acer spp.) 34 fajuk szívogat.

A legismertebb hazai fajok:
1. Aphidinae alcsalád:
- fekete levéltetű (Aphis fabae)
- Aphis farinosa
- uborka-levéltetű (Aphis gossypii)
- oleander-levéltetű (Aphis nerii)
- zöld alma-levéltetű (Aphis pomi)
- bodza-levéltetű (Aphis sambuci)
- labdarózsa-levéltetű (Aphis viburni)
- Brachycaudus lychnidis
- sárga szilva-levéltetű (Brachycaudus helichrysi)
- mandula-levéltetű (fekete mandula-levéltetű, feketefoltos mandula-levéltetű, Brachycaudus amygdalinus)
- levélpirosító ribiszke-levéltetű (Cryptomyzus ribis)
- levélpirosító alma-levéltetű (Dysaphis devecta)
- szürke alma-levéltetű (Dysaphis plantaginea)
- hamvas szilva-levéltetű (Hyalopterus pruni)
- tulipánfa-levéltetű (Illinoia liriodendri)
- zöld rózsa-levéltetű (Macrosiphum rosae)
- csalán-levéltetű (Microlophium carnosum)
- fekete cseresznye-levéltetű (Myzus cerasi)
- Myzus lythri
- kajszilevéltetű (Myzus mumecola)
- zöld őszibarack-levéltetű (Myzus persicae)
- Pterocomma pilosum
- szürke kéregtetű (Pterocomma salicis)
- tündérrózsa-levéltetű (Rhopalosiphum nymphaeae)
- fűre váltó zöld almalevéltetű (Rhopalosiphum insertum)
- zselnicemeggy-levéltetű (Rhopalosiphum padi)
- nagy bogáncs-levéltetű (Uroleucon cirsii)

2. Calaphidinae alcsalád
- tarka dió-levéltetű (Panaphis juglandis)

3. Eriosomatinae alcsalád
- gyapjas alma-levéltetű (Eriosoma lanigerum)
- kései nyárfalevél-gubacstetű (Pemphigus spyrothecae)
- Tetraneura nigriabdominalis
- eperfa-levéltetű (Tetraneura ulmi)

4. Lachninae alcsalád
- tölgy-levéltetű (Lachnus roboris)
- rózsa-kéregtetű (Maculolachnus submacula)
- óriás fűzfa-levéltetű (Tuberolachnus salignus)

További fajok:
- eurázsiai ligetszépe-levéltetű (Aphis holoenotherae, Bursaphis holoenotherae)

## Megjelenésük, felépítésük
Hosszuk általában 2–3 milliméter, de néhány fajuk nagyobb ennél. Minden fajnak van szárnyas (két pár szárnnyal) és szárnyatlan alakja is — ennek szaporodásuk ciklusában van jelentősége.
Testük puha, körte alakú. Többnyire zöldek vagy sárgák, de vannak sötétebb fajok is, a vöröstől a feketéig. Apróságuk és rejtőszínük miatt a magányos tetveket nehéz lenne észrevenni, de többnyire csoportosan táplálkoznak, ami megkönnyíti észlelésüket.
Szalmaszerű szájszervük szúró-szívó. Az antennájuk (csápjuk) öt vagy hat szakaszból áll; az utolsó szegmens vékony zászlóval végződik (Greelace)-
Potrohukból egy pár, kipufogócsőhöz hasonló nyúlvány áll ki.

## Életmódjuk, élőhelyük
Növényi floémszövetekkel táplálkoznak — a cukros folyadékokat szívják ki a gazdanövény szállítószöveteiből. Hogy tűszerű szájszervüket megvédjék a sérülésektől, olyan folyadékot választanak ki, amely védőhüvellyé keményedik; csak ezután kezdenek szívogatni. A floémnedv sok cukrot tartalmaz, de kevés benne a nitrogén. Ezért sokkal több nedvet szívnak ki, mint amennyit ténylegesen hasznosítanak. A fölösleget édes (sok cukrot tartalmazó) váladék formájában választják ki — ez a mézharmat, aminek csöppjei növény felületén vagy lecseppenve száradnak be. A mézharmatot számos rovar gyűjtögeti — ilyenek például a hangyák és a darazsak. Egyes hangyák nemcsak gyűjtik a mézharmatot, de csiklandozva „fejik” is a tetveket. Sok hangyafaj szimbiózisra lép velük: őrzik tetveket, gondoskodnak fiasításukról stb (Greelace).
A legfiatalabb leveleket, a legpuhább hajtásvégeket kedvelik. Szívásuk nyomán a levél bepödrődik, a hajtás elsatnyul, a termés deformálódik, a levél megsárgul, elhal, lehullik (Agrofórum).
Többnyire különösebb rendszer nélküli csoportokban élnek; a legtöbb faj egy-két tápnövényre specializálódik. Vannak azonban szélsőségesen polifág fajok is, mint például a hazánkban is sokat károsító zöld őszibarack-levéltetű (Myzus persicae), amelynek több mint 400 gazdanövénye van. A többgazdás fajok fő gazdanövényükön (jellemzően gyümölcstermő növényeken) telelnek. Tavasszal néhány nemzedékük is ezeken károsít, majd átvonulnak  nyári tápnövényeikre (főleg lágyszárú növényekre). A gyümölcsfélékre ősszel, peterakás céljából települnek vissza.
A puha és lassú rovarok lévén sok ragadozó faj vadászik rájuk. Ezek ellen részben passzívan (a növényről lepottyanva), részben aktívan védekeznek: egyrészt rúgva, másrészt a potrohcsöveikből kinyomott viaszos lipidekkel vagy feromonokkal — előbbiek a támadó szájszervének eltömésére szolgálnak, utóbbiak elriasztásukra (Greelace).
Sok növénybetegséget terjesztenek, így például vírusokat (vírusvektorok). Levéltetvek terjesztik a csonthéjasok legelterjedtebb betegségét okozó szilva-himlővírust (PPV) vagy a lágyszárú zöldség- és dísznövények legismertebb vírusát, az uborka-mozaikvírust (CMV)

### Szaporodásuk
Petéik telelnek át. A tavasszal kikelő első nemzedék szárnyas; ezek a környék tápnövényeit megszállva és azokon ivarosan szaporodva gondoskodnak a faj terjesztéséről. Az utánuk következő, szűznemzéssel létrehozott nemzedékek szárnyatlanok. Némelyik fajnak nyár végén egy második szárnyas nemzedéke is kifejlődik; ezek másik tápnövényre települnek át (Agrofórum).

## Rendszertani felosztásuk
A családot mintegy két tucatnyi recens alcsaládra és alcsaládba sorolatlan, kihalt nemre bontják.
Alcsaládok:
- Aiceoninae
- Anoeciinae
- Aphidinae
- Baltichaitophorinae
- Calaphidinae
- Chaitophorinae
- Drepanosiphinae
- Eriosomatinae
- Greenideinae
- Hormaphidinae
- Israelaphidinae
- Lachninae
- Lizeriinae
- Macropodaphidinae
- Mindarinae
- Neophyllaphidinae
- Phloeomyzinae
- Phyllaphidinae
- Pterastheniinae
- Saltusaphidinae
- Spicaphidinae
- Taiwanaphidinae
- Tamaliinae
- Thelaxinae

Kihalt nemek:
- †Aixaphis
- †Americaphis
- †Balticaphis
- †Balticomaraphis
- †Cretacallis
- †Electromyzus
- †Eocallites
- †Eomakrosoura
- †Fushunocallites
- †Huaxiacallites
- †Larssonaphis
- †Leptocallites
- †Lyncuricallis
- †Megalomytisites
- †Nevaphis
- †Oligocallis
- †Polychaitocallis
- †Sternaphis